# NRIネットコム
NRIネットコム株式会社（英: NRI Netcom, Ltd.）は、大阪府大阪市に本社を置くシステムインテグレーション、Webサイトプロデュース、Webデザインを行う企業。
野村総合研究所グループに属する。

## 概要
インターネットの黎明期である1991年に野村システムズ関西として設立。2000年にNRIネットワークコミュニケーションズに社名変更し、2011年にその通称として広く用いられていたNRIネットコムが正式な社名となり現在に至る。社名には『これまで培ってきたノウハウを活かし、さらに多くの人たちにインターネットを中心としたコミュニケーションを提供していこう』との意味が込められている。
2007年からXAMLをベースにしたWPF、Microsoft Silverlightのでのサイト制作をいち早く手がける。REMIX07 TOKYOというイベントの中で、野村證券バーチャル店舗、ジュビロチャンネル、ドリパク（東京都少年サッカー・ドリームパーク）などの制作事例を披露した。

## 沿革
- 1991年 - 野村システムズ関西株式会社を設立。
- 1999年 - NRIシステムズ関西株式会社に社名変更。
- 2000年 - NRIネットワークコミュニケーションズ株式会社に社名変更、東京事務所を開設。
- 2003年 - オープンソースソリューションセンター設立。
- 2009年
  - 4月 - NRIウェブランディアと合併[4]。
  - 7月 - 東京事務所を汐留へ移転。
- 2011年4月 - NRIネットコム株式会社に社名変更。

## グループ企業
- 株式会社野村総合研究所
- NRIセキュアテクノロジーズ株式会社
- NRIワークプレイスサービス株式会社
- NRIデータiテック株式会社
- NRI社会情報システム株式会社
- 株式会社ユビークリンク
- NRI・BPOサービス株式会社

## 書籍
- Microsoft Silverlight完全解説 （2007年9月、アスキームック、ムック） ISBN 4-7561-5033-0　監修：NRIネットワークコミュニケーションズ株式会社）